# Walther vom Rath

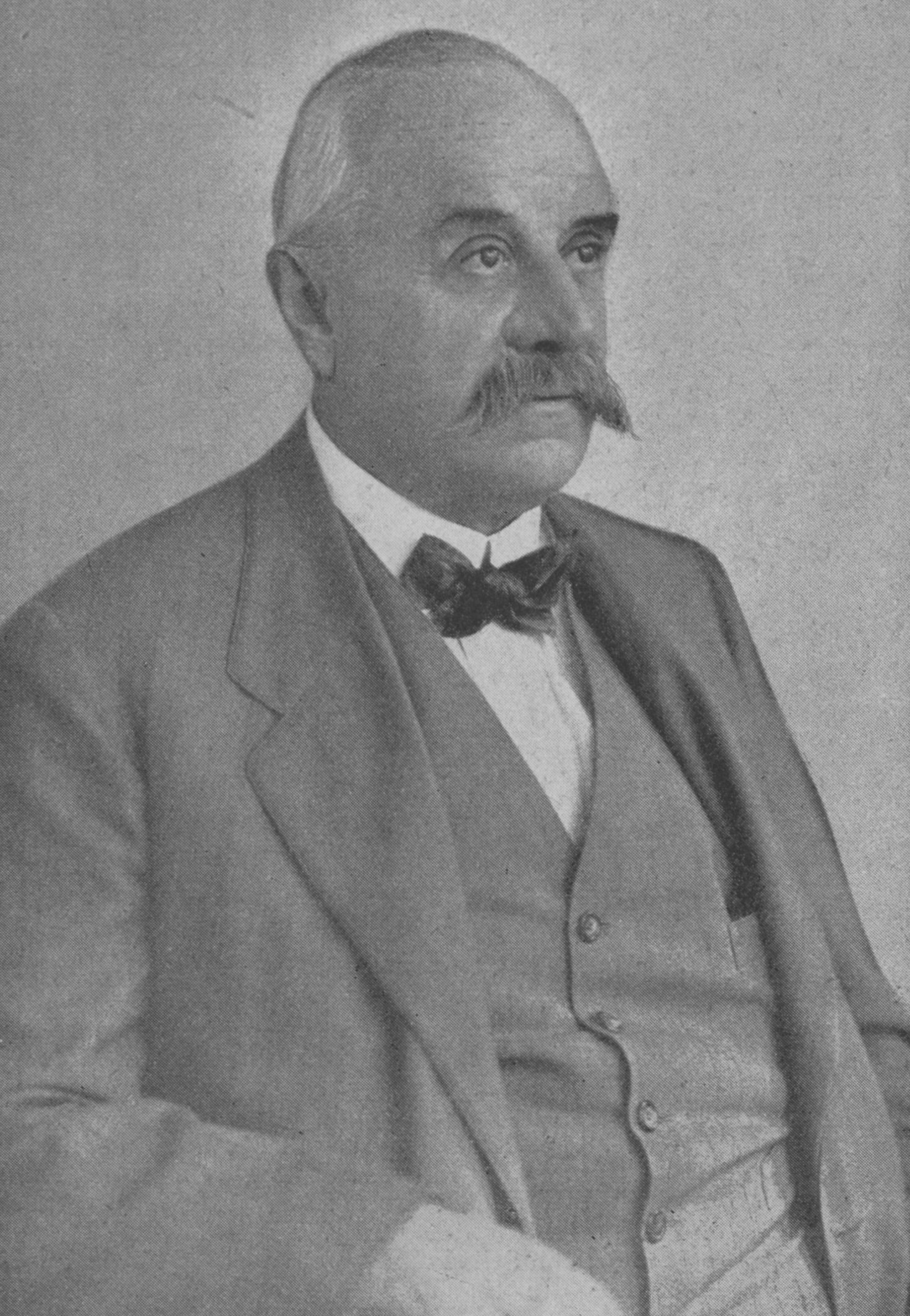
Walther vom Rath, um 1927

Walther vom Rath (* 11. September 1857 in Amsterdam; † 2. Februar 1940 in Kronberg im Taunus) war ein deutscher Jurist, Naturwissenschaftler, Unternehmer und Politiker. 1890 wurde er Mitglied des Aufsichtsrats der Farbwerke vorm. Meister, Lucius & Brüning AG in Höchst, 1902 dessen Vorsitzender und 1926 erster stellvertretender Vorsitzender des Aufsichtsrats der I.G. Farben. Von 1894 bis 1898 war er Mitglied des Preußischen Abgeordnetenhauses, von 1909 bis 1918 Mitglied des Preußischen Herrenhauses. Den preußischen Adel erhielt er am 16. Juni 1913.

## Herkunft
Carl Rudolf Walther vom Rath wurde als zweiter der drei Söhne und drittes der fünf Kinder des Kaufmanns Wilhelm vom Rath (* 26. Oktober 1824; † 22. April 1885), verm. 8. Mai 1849 mit seiner Cousine Henriette geb. vom Rath (* 8. März 1828; † 16. Dezember 1903), geboren. Die Vorfahren seines Vaters lassen sich um sieben Generationen zurückführen auf Johannes vom Rath (1588–1654) in Elberfeld, als dessen Vater noch „Peter aus’m Schlippen auf’m Rath“ (gest. 1630 zu Elberfeld), nachweisbar ist. Walther vom Rath war ein Neffe des Carl vom Rath und des Adolph vom Rath, die beide Brüder seiner Mutter waren.

## Leben und Werk
Vom Rath erhielt mit seinen Geschwistern zunächst Privatunterricht in Amsterdam, kam 1872 auf das Friedrich-Wilhelm-Gymnasium (Köln), wo er im Juli 1874 das Abitur bestand.
Nach mehrmonatiger kaufmännischer Beschäftigung in der väterlichen Firma „Deichmann und vom Rath“ in Amsterdam begann er ein juristisches Studium an der Rheinischen Friedrich-Wilhelms-Universität, wo er sich dem Corps Palatia Bonn anschloss, und bestand 1879 das Referendar- und wenige Jahre später das Gerichtsassessor-Examen in Berlin.
Seinen mehrjährigen Dienst bei der Staatsanwaltschaft in Frankfurt gab er 1890 auf, um anstelle seines Schwiegervaters Wilhelm Meister in den Aufsichtsrat der Farbwerke vorm. Meister, Lucius & Brüning AG einzutreten, dessen Vorsitz er nach dem Rücktritt des Mitbegründers Eugen von Lucius 1902 übernahm. Von 1894 bis 1898 saß er als Abgeordneter des Wahlkreises Wiesbaden 11 (Stadtkreis Frankfurt am Main) im Preußischen Abgeordnetenhaus, wo er der Fraktion der Freikonservativen Partei angehörte.
1925 schlossen sich die Farbwerke mit sieben anderen großen Chemie-Firmen unter maßgeblicher Vermittlung von ihm und Adolf Haeuser zur I.G. Farbenindustrie zusammen. Vom Rath trat als stellvertretender Vorsitzender in den Aufsichtsrat des neuen Unternehmens ein. Außerdem gehörte er dem Aufsichtsrat verschiedener anderer Aktiengesellschaften an.
Walther vom Rath hat auch auf wissenschaftlich-kulturellem Gebiet fördernd mitgearbeitet. So veranlasste ihn sein großes Interesse für die Flugversuche des Grafen Zeppelin zur Mitbegründung der Deutschen Luftfahrt A. G. (DELAG) in Frankfurt im Jahr 1900, deren Vorsitz er lange Jahre innehatte; bei der Gründung der Kaiser-Wilhelm-Gesellschaft (KWG) zur Förderung der Wissenschaften zu Berlin 1910 hat er tätig mitgewirkt und war von 1921 bis 1933 Senator der KWG und Mitglied ihres Verwaltungsausschusses. Von 1933 bis 1940 war er Ehrensenator der KWG. Schließlich war er auch an der Gründung der Frankfurter Universität 1914 unmittelbar beteiligt, den beiden entscheidenden Organen ihrer Stiftung im Großen Rat und im Kuratorium gehörte er an; auch war er Ehrenbürger der Universität. 1909 berief der preußische König Wilhelm II. ihn aus Allerhöchstem Vertrauen in das Herrenhaus.

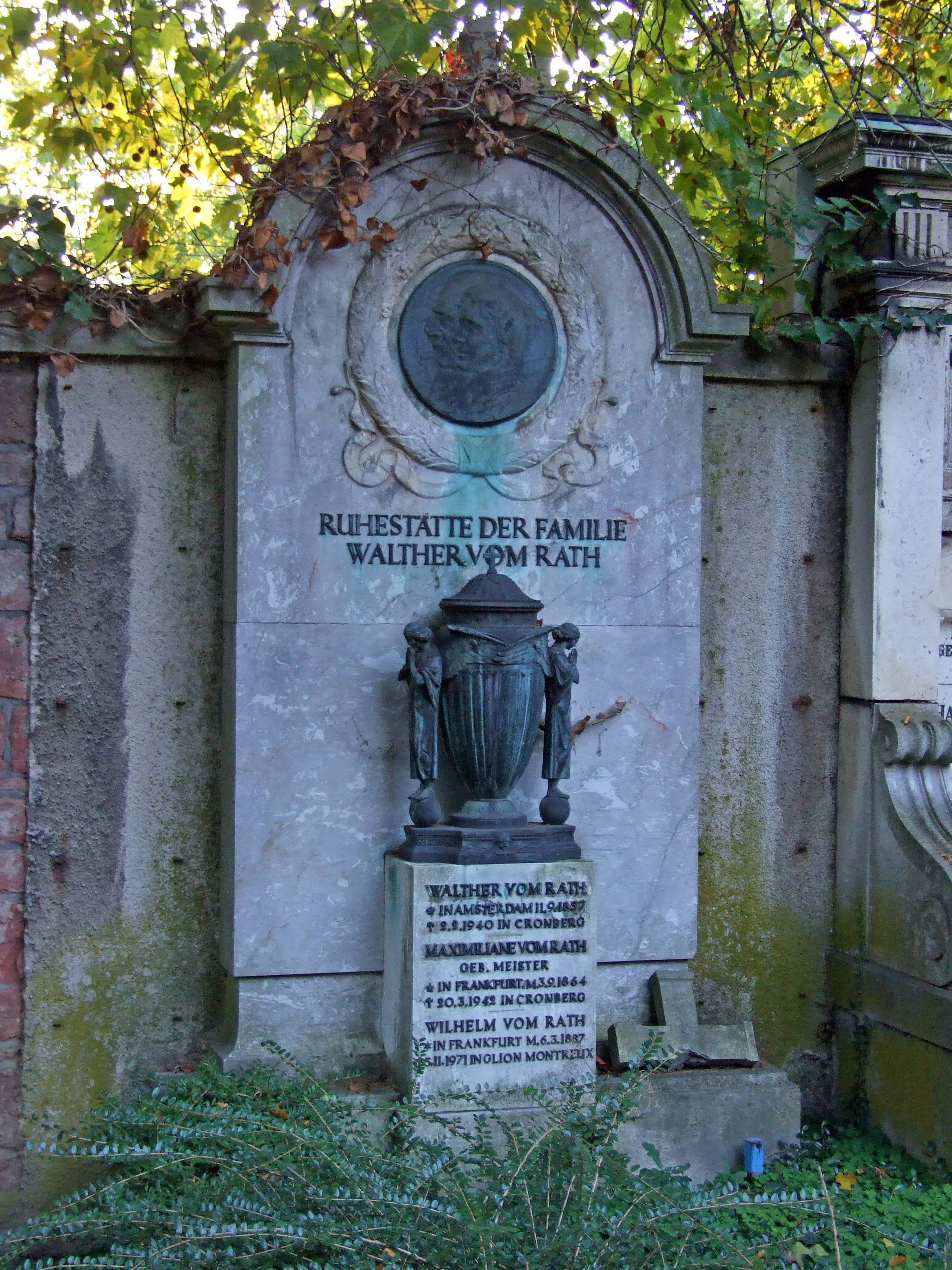
Ruhestätte der Familie Walther vom Rath auf dem Hauptfriedhof in Frankfurt am Main

Im Jahr 1915 ehrte ihn die Technische Hochschule Berlin durch Ernennung zum Dr. Ing. e. h.; es war dies der einzige Titel, den er jemals angenommen hat; nicht einmal seine am 16. Juni 1913 erfolgte Erhebung in den Adelsstand konnte ihn zur Änderung seines Namens „vom Rath“ veranlassen.
Trotz seiner vielseitigen und weitverzweigten Betätigung für Industrie und Wissenschaft hat Walther vom Rath seine Arbeit für die I. G. Farbenindustrie stets als den Hauptinhalt seiner Lebensarbeit betrachtet; ungeachtet seines hohen Alters pflegte er noch bis in die letzte Zeit seines Lebens häufig im Betrieb der Farbwerke Hoechst und der I.G. Farben zu erscheinen.
Walther vom Rath engagierte sich in Kriegervereinen in Frankfurt und trat auch als Aushängeschild für Vereine im Allgemeinen auf.
Walther vom Rath wurde auf dem Hauptfriedhof (Frankfurt am Main) bestattet.

## Familie
Am 20. März 1886 schloss er in Frankfurt am Main die Ehe mit Maximiliane Meister, der Tochter von Wilhelm Meister und Enkelin des Malers Jakob Becker. Aus dieser Ehe gingen der Sohn Wilhelm (* 1887) und drei Töchter hervor, darunter die Malerin und Kunsthändlerin Hanna Bekker vom Rath, die mit Paul Bekker verheiratet war. Die älteste Tochter Eugenie heiratete Louis Leisler Kiep und ist die Mutter von Walther Leisler Kiep. Das jüngste Kind war Hertha (* 1899), sie heiratete 1919 Felix von Richter-Rettershof.

## Ehrung
Die Stadt Frankfurt hat nach ihm die Walter-vom Rath-Straße (ohne h im Vornamen) benannt. Benachbart tragen weitere Straßen die Namen bedeutender Chemiker bzw. von Führungskräften der I.G. Farben und ihrer Vorgängergesellschaften; diese Wohnstraßen entstanden alle 1928 parallel zum Bau des I. G.-Farben-Hauses. Vorher befand sich auf diesem Gelände die Hundswiese.